# Dalilah Polanco
Dalilah Polanco (Guasave, 27 de novembro de 1977) é uma atriz mexicana.

## Filmografia
- Médicos (2019) - Luz González (actuación estelar)
- Por amar sin ley (2019) - Estefanía
- Qué pobres tan ricos (2014) - "Bárbara"
- Como dice el dicho (2011-2013)
- Por ella soy Eva (2012) - Lucía Zárate (Coadjuvante)
- Amorcito corazón (2011) - Katherine
- Camaleones (2009-2010) - Herminia
- Los exitosos Pérez (2009-2010) - Daniela
- Querida enemiga (2008) - Greta
- Palabra de Mujer (2007) - Irma López
- Apuesta por un amor (2004) -  Juana
- Cómplices al rescate (2002) -  Nina Kuti Kuti
- Mujer, casos de la vida real (2001-2002)
- Mi destino eres tú (2000) -  Noemí
- El privilegio de amar (1998) -  Casilda
- Acapulco, cuerpo y alma (1996) .... Juanita
- La paloma (1995) .... Armida
- Valentina (1992-1993) .... Consuelito
- Monte Calvário (1986) - Chole